# سجن ولاية تلفير
سجن ولاية تلفير هو سجن تابع لإدارة الإصلاحيات بجورجيا للرجال يقع في 210 طريق لونج بريدج، هيلينا، مقاطعة تلفير، جورجيا، الولايات المتحدة. تم افتتاح المنشأة عام 1992 وتتسع حاليًا لـ 1420 سجينًا.
بين أغسطس وأكتوبر 2012، تعرض سجينان وضابط إصلاحيات يُدعى لاري ستيل للطعن القاتل في المنشأة. حصل تلفير على جائزة أفضل منشأة لهذا العام من قبل مفوض إدارة السجون بجورجيا بريان أوينز في عام 2014.
كانت ولاية تلفير واحدة من 7 سجون شارك نزلاؤها في إضراب سجن جورجيا عام 2010.

## السجناء البارزين
- واين ويليامز، تعتقد الشرطة أنه مسؤول عن 23 جريمة قتل على الأقل من أصل 30 جريمة قتل في أتلانتا في الفترة ما بين 1979-1981.
- أيمن بريسلي، قاتل متسلسل مسؤول عن أربع جرائم قتل.[4][5][6]